# 美國國防新聞週刊
《美國國防新聞週刊》是一份全球性的周刊，主要報導有關國防的技術演進、商業運作、及政治動向的消息。 《美國國防新聞週刊》經由資深的軍事、政府、及工業的決策者提供給全世界國家所需要的國防建設咨詢。
《美國國防新聞週刊》是由葛內特公司(Gannett)旗下的軍事時代出版公司(Army Times Publishing Company)所擁有的美國國防新聞媒體集團(Defense News Media Group)所發行的一份周刊。
《美國國防新聞週刊》和華盛頓特區的哥倫比亞廣播公司所屬的電視臺WUSA 9共同製作一部每周播出的新聞節目："美國國防每周新聞與瓦格·穆拉甸(Vago Muradian)"，從2008年3月2日開始播出。這部由美國國防新聞週刊編輯瓦格·穆拉甸所主持的節目，其內容主要針對國防與軍事的議題作評論。
《防务新闻》每年发布世界100强军工企业中排名。

## 關連項目
- 詹氏資訊集團

## 外部連結
- This Week In Defense News television show's web site （英文）
- Interview: Brad Peniston of Defense News talks about Blogs and their impact on Defense News  web site （页面存档备份，存于） （英文）